# Emilio De Rose
Emilio Mario De Rose (Marano Marchesato, 27 marzo 1939 – Verona, 13 giugno 2018) è stato un politico e medico italiano, Ministro dei lavori pubblici nel Governo Goria.

## Biografia
Di origine calabrese, si è trasferito in giovane età nel veronese, dove lavora come medico dermatologo. Esponente del Partito Socialista Democratico Italiano, è stato consigliere comunale e assessore alla cultura dal 1975 al 1978 al comune di Verona. In seguito è stato Ministro ai Lavori Pubblici nel governo Goria e deputato alla Camera nella IX e X legislatura, eletto nel collegio di Verona. Nel 1989 aderisce a Unità e Democrazia Socialista, una scissione dal PSDI che lo porta a confluire nel Partito Socialista Italiano. Termina il mandato parlamentare nel 1992.
Massone dichiarato, fu membro della Loggia di Verona "Franklin Delano Roosevelt".
Muore nel giugno 2918 all'età di 79 anni.